# Heinrich Spangenberg (Politiker)
Heinrich Spangenberg (* 23. Februar 1895; † 19. September 1971) war ein deutscher Kommunalpolitiker und ehrenamtlicher Landrat (CDU).

## Leben und Beruf
Nach dem Schulbesuch absolvierte er eine Lehrerausbildung und war anschließend im Schuldienst, zuletzt als Rektor, tätig. 
Spangenberg war Mitglied des Kreistages des damaligen Landkreises Tecklenburg und vom 20. November 1952 bis zum 16. November 1952 war er Landrat des Kreises. 
Spangenberg war in verschiedenen Gremien des Landkreistages Nordrhein-Westfalen tätig.

## Sonstiges
Am 5. März 1955 wurde ihm das Bundesverdienstkreuz am Bande verliehen. 